# 11. Tony-gála
A 11. Tony-gála az 1956/1957-es szezon legjobb Broadway színházi alakításait értékelte. A díjátadót 1957. április 21-én tartották a New York-i Waldorf-Astoriaban, a műsor házigazdája Bud Collyer volt.

## Győztesek és jelöltek
A nyertesek félkövérrel jelölve.
| Legjobb színdarab | Legjobb musical |
| --- | --- |
| - Hosszú út az éjszakába – Eugene O’Neill - The Potting Shed – Graham Greene - Külön asztalok – Terence Rattigan - A torreádorok tánca – Jean Anouilh, Lucienne Hill | - My Fair Lady - Szólnak a harangok - Candide - The Most Happy Fella |
| Legjobb férfi főszereplő színdarabban | Legjobb női főszereplő színdarabban |
| - Fredric March – Hosszú út az éjszakába (James Tyrone) - Maurice Evans – A királyság szekere (Magnus király) - Wilfrid Hyde-White – The Reluctant Debutante (Jimmy Broadbent) - Eric Portman – Külön asztalok (Mr. Malcolm / PollockÖ - Ralph Richardson – A torreádorok tánca (St. Pé) - Cyril Ritchard – Visit to a Small Planet (Kreton) | - Margaret Leighton – Külön asztalok (Mrs. Shankland / Miss Railton-Bell) - Florence Eldridge – Hosszú út az éjszakába (Mary Cavan Tyrone) - Rosalind Russell – Mame néni (Mame) - Sybil Thorndike – The Potting Shed (Mrs. Callifer)                                                                                              |
| Legjobb férfi főszereplő musicalben | Legjobb női főszereplő musicalben |
| - Rex Harrison – My Fair Lady (Henry Higgins) - Fernando Lamas – Happy Hunting (Granada hercege) - Robert Weede – The Most Happy Fella (Tony) | - Judy Holliday – Szólnak a harangok (Ella Peterson) - Julie Andrews – My Fair Lady (Eliza Doolittle) - Ethel Merman – Happy Hunting (Liz Livingstone) |
| Legjobb férfi mellékszereplő színdarabban | Legjobb női mellékszereplő színdarabban |
| - Frank Conroy – The Potting Shed (William Callifer) - Eddie Mayehoff – Visit to a Small Planet (Tom Powers) - William Podmore – Külön asztalok (Mr. Fowler) - Jason Robards – Hosszú út az éjszakába (James Tyrone, Jr.) | - Peggy Cass – Mame néni (Agnes Gooch) - Anna Massey – The Reluctant Debutante (Jane Broadbent) - Beryl Measor – Külön asztalok (Miss Cooper) - Mildred Natwick – A torreádorok tánca (Mme. St. Pé) - Phyllis Neilson-Terry – Külön asztalok (Mrs. Railton-Bell) - Diana Van der Vlis – A legboldogabb milliomos (Cordelia Biddle) |
| Legjobb férfi mellékszereplő musicalben | Legjobb női mellékszereplő musicalben |
| - Sydney Chaplin – Szólnak a harangok (Jeff Moss) - Robert Coote – My Fair Lady (Pickering) - Stanley Holloway – My Fair Lady (Alfred P. Doolittle) | - Edie Adams – Li'l Abner (Daisy Mae) - Virginia Gibson – Happy Hunting (Beth Livingstone) - Irra Petina – Candide (Az öreg hölgy / Madame Sofronia) - Jo Sullivan – The Most Happy Fella (Rosabella) |
| Legjobb rendező | Legjobb koreográfia |
| - Moss Hart – My Fair Lady - Joseph Anthony – A Clearing in the Woods / The Most Happy Fella - Harold Clurman – A torreádorok tánca - Peter Glenville – Külön asztalok - José Quintero – Hosszú út az éjszakába | - Michael Kidd – Li'l Abner - Hanya Holm – My Fair Lady - Dania Krupska – The Most Happy Fella - Bob Fosse, Jerome Robbins – Szólnak a harangok |
| Legjobb díszlettervezés | Legjobb jelmeztervezés |
| - Oliver Smith – My Fair Lady - Boris Aronson – Púp a háton / Small War on Murray Hill - Ben Edwards – A torreádorok tánca - George Jenkins - A legboldogabb milliomos / Már késő… - Donald Oenslager – Barbara őrnagy - Oliver Smith – Mame néni / A Clearing in the Woods / Candide / Eugenia / My Fair Lady / Visit to a Small Planet     | - Cecil Beaton – My Fair Lady - Cecil Beaton – Little Glass Clock / My Fair Lady - Alvin Colt – Li'l Abner / Az alvó herceg - Dorothy Jeakins – Barbara őrnagy / Már késő… - Irene Sharaff – Candide / Happy Hunting / Shangri-La / Small War on Murray Hill                                                                       |
| Legjobb karmester és zenei igazgató | Legjobb színpadi technikus |
| - Franz Allers – My Fair Lady - Herbert Greene – The Most Happy Fella - Samuel Krachmalnick – Candide | - Howard McDonald (posztumusz) – Barbara őrnagy - Thomas Fitzgerald – Hosszú út az éjszakába - Joseph Harbuck - Mame néni |

## Műsorvezetők
A gálán az alábbi műsorvezetők működtek közre:
- Faye Emerson
- Tom Ewell
- Lillian Gish
- Helen Hayes
- Nancy Kelly
- Bert Lahr
- Beatrice Lillie
- Nancy Olson
- Elaine Perry
- Cliff Robertson
- Cornelia Otis Skinner

## Fordítás
- Ez a szócikk részben vagy egészben  a(z)   11th Tony Awards című angol Wikipédia-szócikk fordításán alapul.  Az eredeti cikk szerkesztőit annak laptörténete sorolja fel. Ez a jelzés csupán a megfogalmazás eredetét és a szerzői jogokat jelzi, nem szolgál a cikkben szereplő információk forrásmegjelöléseként.